# Radu Golescu

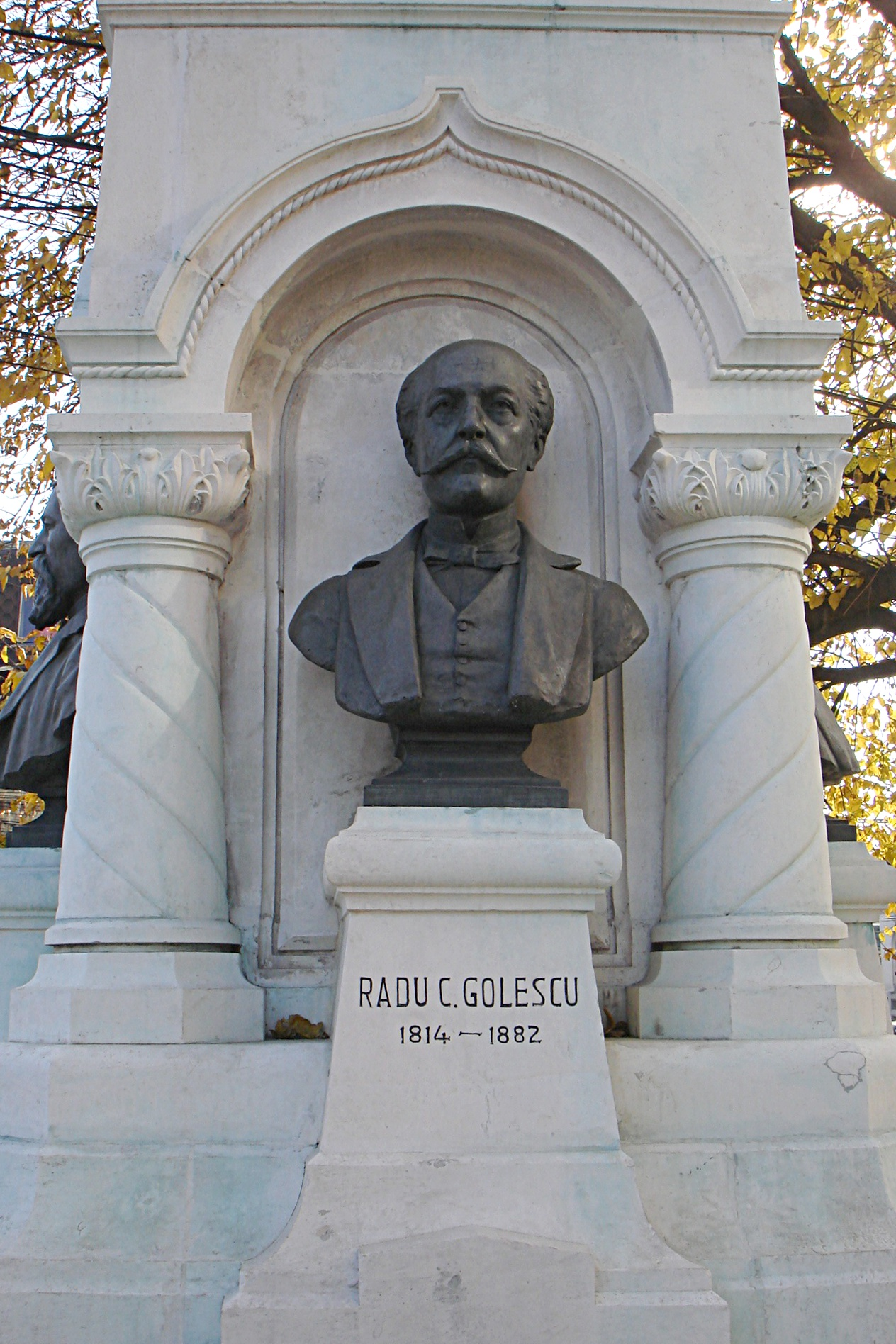
Bustul lui Radu Golescu ca element din Monumentul lui Dinicu Golescu din București

Radu Golescu (n. 1814, Câmpulung, Muscel, România – d. 5 mai 1882, Dracea, Teleorman, România) a fost unul dintre actorii importanți ai revoluției de la 1848 și unul dintre primii ofițeri români formați ca urmare a aplicării Regulamentului Organic la 12 iunie 1830 în Țara Românească.

## Biografie
A fost cel de-al patrulea copil al marelui cărturar Constantin Golescu (cunoscut sub numele de Dinicu Golescu) și al soției acestuia, Zoe Farfara.
În baza Regulamentului Organic (Art.3) la 12 iunie 1830 în Țara Românească și la 14 septembrie 1830 în Moldova, la București și la Iași își fac apariția primii ofițeri români îmbrăcați în noua uniforma a armatei. Ei au fost boieri și feciori de boieri primiți în corpul de comandă după "sămuirea (măsura) rangurilor boierești pe care le-au avut". Printre cei dintâi care au alergat sub steagurile oștirii românești s-au remarcat Nicolae Bălcescu, Vasile Cârlova, Nicolae Șonțu (tatăl eroului Gheorghe Șonțu), Cristian Tell, Cezar Boliac, Teodor Balș, Nicolae Mavrocordat, Ioan Cuza (tatăl domnitorului Alexandru Ioan Cuza) și nu în ultimul rând frații Golescu – Radu, Nicolae și Alexandru – „boieri patrioți, inteligenți și învățați” (cum avea să-i descrie istoricul A.D. Xenopol).
Cunoscut și sub porecla de „Cătana”  a fost primit în armată în 1830 și a început pregătirea militară timp de un an la batalionul de cadre denumit “Ucenia Comanda”(cu predare în limba rusă). La terminarea școlii a fost avansat la gradul de cadet (Iunker) după care a urmat stagiul de pregătire la trupă, fără soldă, timp de un an de zile. După susținerea unui examen prin care își atestă nivelul de pregătire este înaintat la gradul de ofițer – sublocotenent (praporshchik – în rusă: пра́порщик). Până în anul 1843 obține gradele de sublocotenent, locotenent și căpitan, îndeplinind funcții de comandant de pluton și de companie (roată) în Regimentul 2 Infanterie, la Batalionul 2 Infanterie cu reședința în Brăila.
În 1843 face parte împreună cu Ion Ghica, Cristian Tell și Nicolae Bălcescu din societatea secreta “Frăția“ al cărei scop era răsturnarea vechilor orânduiri feudale și unirea tuturor românilor într-un singur stat democratic și independent.
Sub influența ideilor progresiste ale revoluției burghezo–democratice sesizează nevoia de pregătire militară pentru soldați, subofițeri și cadeți astfel că organizează în Batalionul 2 Infanterie din Regimentul 2 , primele cursuri de cultură generală. Se remarcă prin pregătirea sa și este cooptat ca un colaborator apropiat al generalului Gheorghe Magheru, Maiorului Cristian Tell (Comandantul Batalionului 1 din  Regimentul 2 ), colonelului Voinescu și în special al camaradului său din perioada 1830–1840, marele patriot român Nicolae Bălcescu.
La izbucnirea revoluției de la 1848, căpitanul Radu Golescu este avansat la gradul de maior și numit comandant al Batalionului 2 Infanterie din Regimentul 2 în garnizoana Brăila. Unitățile Regimentul 2 își exprima totala adeziune la idealurile revoluției și încă din 3 iunie 1848 în marea lor majoritate se deplasează la Islaz pentru a fi acolo la Marea Adunare din 11 Iunie.
Ziarul “Pruncul român” din 12 iunie 1848 scria ”armia întreagă, fraternizează cu poporul, au declarat toți într-o glăsuire că sunt frați cu toți românii și că toți sunt gata a-și varsă ultima picătură de sânge pentru patria lor”. După manifestarea de la Islaz, văzând că nu mai are sprijinul armatei, prințul Bibescu a fost nevoit să accepte formarea Guvernului Provizoriu din care vor face parte pe lângă Radu Golescu și Alexandru și Nicolae Golescu.
Prin Ordinul de Zi pe Oștire numărul 30 din 22 iunie 1848, maiorul Radu Golescu este avansat la gradul de colonel și este numit comandantul Regimentului 2 .
La 13 septembrie 1848, Colonelul Radu Golescu – Comandantul Regimentului 2 și comandant al garnizoanei București, primește ordin să concentreze forțele din subordine (Batalionul 1 din Regimentul 2 , Compania a 7-a din Regimentul 1 și Compania de pompieri) în cazarma Dealul Spirii sub pretextul primirii noilor drapele de luptă și pentru darea onorului corpului de oaste otoman ce urma să intre în capitală (în realitate era o măsură de precauție în vederea unei riposte hotărâte împotriva turcilor).
Căutând să prevină rezistența uităților militare, Locotenența Domnească instaurată de trupele intervenționiste a dat ordin ca trupele române să se predea forțelor otomane dar colonelul Radu Golescu și subordonații săi, rămânând credincioși cuvântului dat guvernului provizoriu și fideli cauzei revoluției, refuză acest lucru. La cererea lui Kerim-Pașa adresată colonelului Radu Golescu de a preda cazarma și de a depune armele, acesta refuză invocând că nu a primit ordin de la șefii săi și spunându-i că: ”datoria unui soldat este să moară cu arma în mână și că mai mulțumit este în acest caz decât să se vadă dezarmat”.
Surprins plăcut de acest răspuns, comandantul turcilor, Kerim–Pașa, ordonă retragerea trupelor otomane spre oraș. Pe drumul de întoarcere, acestea s-au întâlnit cu Compania de pompieri comandată de Căpitanul Pavel Zăgănescu. A fost un moment în care, dintr-un aparent incident, se angajează o luptă crâncenă între cei 931 infanteriști și 165 pompieri români aflați în cazarma Dealul Spirii  și cei 5000 de pedestrași, călăreți și tunari turci, eveniment cunoscut în istorie ca Bătălia din Dealul Spirii.
În lupta inegală dintre militarii revoluționari români și turci (raport de forțe 1 la 5) Colonelul Radu Golescu este rănit grav și luat prizonier iar conducerea forțelor este preluată de Maiorul Nicolae Greceanu.
Colonelul Radu Golescu a rămas prizonier la turci, la Brussa, până în 1853.
Între 1853-1856 se alătură, în Franța, grupului format din Nicolae Bălcescu, C. A. Rosetti, Dumitru Brătianu, Ion Ghica, Ion Eliade Rădulescu ș.a. și, împreună, dau un larg ecou internațional idealului unității românilor.
Moare la 5 mai 1882 la moșia sa de la Dracea, județul Teleorman. Nu a avut moștenitori.
Ca o recunoștință a vieții sale pusă în slujba patriei și poporului român, la 12 iunie 1995, la 165 de ani de la înființarea Regimentului 2 Infanterie,  Batalionul 191 Infanterie a primit drapelul de luptă și odată cu acesta denumirea onorifică de "Colonel RADU GOLESCU", având ca titulatură completă Batalionul 191 Infanterie "Colonel Radu Golescu".